# Classe Bismarck (1939)
Pour les autres classes de navires du même nom, voir Classe Bismarck.
La classe Bismarck est une classe de deux cuirassés rapides de la Kriegsmarine construits peu avant le début de la Seconde Guerre mondiale. Le Bismarck et le Tirpitz participent tous les deux au conflit mais n'y survivent pas, le premier étant coulé le 27 mai 1941 dans l'Atlantique nord dès sa première sortie opérationnelle, et le second le 12 novembre 1944 au large de Tromsø en Norvège.

## Conception
Lorsque l'Allemagne a de nouveau le droit de construire de nouveaux cuirassés à partir de 1936,  elle se lance aussitôt dans la construction de cette classe de navires. Ils sont conçus pour mener une guerre économique contre le Royaume-Uni dans l'Atlantique nord-est. Ils doivent alors pouvoir contrer tous les cuirassés des potentiels ennemis, la France et le Royaume-Uni, et donc être supérieurs aux cuirassés les plus modernes des marines de ces deux pays, la classe King George V (1939), la classe Dunkerque et la classe Richelieu, soit en armement, soit en protection. Et en effet, les futurs navires perpétuent la tradition de la Kaiserliche Marine, à savoir donner la priorité à l'armure plutôt qu'à l'armement.
L'armure était telle :
- Ceinture : 170–320 mm
- Citadelle : 120–145 mm
- Pont blindé : 80–120 mm
- Pont supérieur : 50–80 mm
- Cloison tranversale blindée : 40–220 mm
- Cloison de torpille : 45 mm
- Artillerie lourde :
  - Tourelles : 360 mm
  - Barbettes : 220–340 mm
- Artillerie moyenne :
  - Tourelles : 100 mm
  - Barbettes : 100 mm
- Tour de commandement : 350 mm

## Unités de la classe
| Nom      | Chantier                         | Quille           | Lancement       | Mise en service | Destin                    |
| -------- | -------------------------------- | ---------------- | --------------- | --------------- | ------------------------- |
| Bismarck | Blohm & Voss, Hambourg           | 1er juillet 1936 | 14 février 1939 | 4 août 1940     | Coulé le 27 mai 1941      |
| Tirpitz  | Kriegsmarinewerft, Wilhelmshaven | 2 novembre 1936  | 1er avril 1939  | 25 février 1941 | Coulé le 12 novembre 1944 |